# 兵庫県信用農業協同組合連合会
兵庫県信用農業協同組合連合会（ひょうごけんしんようのうぎょうきょうどうくみあいれんごうかい）は、兵庫県神戸市中央区に本店を置く、兵庫県内の農業協同組合の信用事業を統括する県域農協系金融機関であり、県内農業協同組合を会員とする。

## 概要
通称は「JA兵庫信連」。主に法人顧客を中心としており、個人取引は殆どない。
なお信用事業を行っている兵庫県内のJAとJA兵庫信連とを併せて、「JAバンク兵庫」と総称している（スポンサーに付いているサンテレビの『ニュースSUNデー』の提供クレジットでは「JAバンク兵庫信連」と呼称）。

## 沿革
- 1948年 - 設立。
- 2001年 - 「農協系統信用システム共同運営株式会社（JASTEM）」に加入

## 店舗所在地
※：括弧内は店舗コード。
- 本店（001）/兵庫県神戸市中央区海岸通1番地 兵庫県農業会館内
- 姫路支店（003）/兵庫県姫路市南畝町2-6
- 洲本支店（007）/兵庫県洲本市本町二丁目3-19
- 滝野支店（012）/兵庫県加東市上滝野807-1

## 関連会社
- 兵庫県協同サービス株式会社
- 信連オフィスサービス株式会社
- 信連ビジネスセンター株式会社